# Snookersäsongen 2011/2012
Snookersäsongen 2011/2012 behandlar säsongen för de professionella spelarna i snooker.

## Nyheter

### Ny rankingturnering i Australien
Antalet rankingturneringar under säsongen ökade från föregående säsongs sju till åtta. Den nya turneringen var Australian Goldfields Open, som avgjordes i Bendigo i Australien under juli. Det var första gången som en rankingturnering spelades i Australien, med undantag för VM 1975, som fick rankingstatus i efterhand.

### World Open flyttar till Kina
BBC meddelade inför säsongen 2011/12 att man inte längre ville sända från fyra turneringar (VM, UK Championship, Masters och Grand Prix/World Open) utan nöja sig med de tre förstnämnda, beslutades det att flytta World Open från Storbritannien till Kina, närmare bestämt Haikou på ön Hainan. Formatet gjordes om ytterligare en gång, denna gång till det mer "normala" rankingturneringsformatet med 32 spelare varav 16 direktkvalificerade. Inga amatörer kunde längre delta. Matcherna avgjordes också i bäst-av-9 frames, liksom i de flesta övriga rankingturneringar.

### Senior-VM utökas
Antalet spelare i Senior-VM ökades från föregående säsongs nio till sexton, varav tolv spelare var direktkvalificerade. Åldersgränsen höjdes också från 40 till 45 år. Ytterligare en förändring var att spelarna endast hade 30 sekunder på sig att göra stötarna (med undantag för de första 10 minuterna av framet).

### World Cup återkommer
Lagtävlingen World Cup, som senast avgjordes 1996, återkom i snookerkalendern. Turneringen avgjordes i Bangkok, Thailand under juli. 20 tvåmannalag från 19 länder (värdlandet Thailand fick ställa upp med två lag) deltog. Det var första gången som lagen endast bestod av två spelare, tidigare har det varit tre spelare per lag. Formatet var Davis Cup-liknande med fyra singelmatcher och en dubbel, och gruppspel med fem lag per grupp. Tanken är att World Cup i fortsättningen skall avgöras vartannat år.

### Inbjudningsturnering i Brasilien
En ny inbjudningsturnering spelades i september i Brasilien. Världens tolv högst rankade spelare var inbjudna, plus Steve Davis och tre hemmaspelare. Många spelare lämnade dock återbud, på grund av att turneringen låg för nära Shanghai Masters i tiden. Detta fick snookerns starke man Barry Hearn att ilskna till, och han skrev ett öppet kritiskt brev till spelarna som lämnade återbud.

## Tävlingskalendern
| Inbjudningsturneringar    |
| Rankingturneringar        |
| Players Tour Championship |

| År   | Datum             | Turnering                        | Plats                    | Vinnare                       | Finalist                             | Resultat |
| ---- | ----------------- | -------------------------------- | ------------------------ | ----------------------------- | ------------------------------------ | -------- |
| 2011 | 18-22 juni        | Players Tour Championship 1      | Sheffield, England       | Ronnie O'Sullivan             | Joe Perry                            | 4 - 0    |
| 2011 | 6-10 juli         | Wuxi Classic                     | Wuxi, Jiangsu, Kina      | Mark Selby                    | Ali Carter                           | 9 - 7    |
| 2011 | 11-17 juli        | World Cup                        | Bangkok, Thailand        | Kina Ding Junhui, Liang Wenbo | Nordirland Mark Allen, Gerard Greene | 4 - 2    |
| 2011 | 18-24 juli        | Australian Goldfields Open       | Bendigo, Australien      | Stuart Bingham                | Mark Williams                        | 9 - 8    |
| 2011 | 8-10 augusti      | Players Tour Championship 2      | Gloucester, England      | Judd Trump                    | Ding Junhui                          | 4 - 0    |
| 2011 | 19-21 augusti     | Players Tour Championship 3      | Sheffield, England       | Ben Woollaston                | Graeme Dott                          | 4 - 2    |
| 2011 | 25-28 augusti     | Players Tour Championship 4      | Fürth, Tyskland          | Mark Selby                    | Mark Davis                           | 4 - 0    |
| 2011 | 5-11 september    | Shanghai Masters                 | Shanghai, Kina           | Mark Selby                    | Mark Williams                        | 10 - 9   |
| 2011 | 15-18 september   | Brazil Masters                   | Florianópolis, Brasilien | Shaun Murphy                  | Graeme Dott                          | 5 - 0    |
| 2011 | 21-25 september   | Players Tour Championship 5      | Sheffield, England       | Andrew Higginson              | John Higgins                         | 4 - 1    |
| 2011 | 29 sep - 2 okt    | Players Tour Championship 6      | Warszawa, Polen          | Neil Robertson                | Ricky Walden                         | 4 - 1    |
| 2011 | 5-9 oktober       | Players Tour Championship 7      | Gloucester, England      | Ronnie O'Sullivan             | Matthew Stevens                      | 4 - 2    |
| 2011 | 20-23 oktober     | Players Tour Championship 8      | Killarney, Irland        | Neil Robertson                | Judd Trump                           | 4 - 1    |
| 2011 | 5-6 november      | Senior-VM i snooker              | Peterborough, England    | Darren Morgan                 | Steve Davis                          | 2 - 1    |
| 2011 | 10-13 november    | Players Tour Championship 9      | Antwerpen, Belgien       | Judd Trump                    | Ronnie O'Sullivan                    | 4 - 3    |
| 2011 | 26-27 november    | Premier League Slutspel          | Hopton-on-Sea, England   | Ronnie O'Sullivan             | Ding Junhui                          | 7 - 1    |
| 2011 | 26-30 november    | Players Tour Championship 10     | Sheffield, England       | Michael Holt                  | Dominic Dale                         | 4 - 2    |
| 2011 | 3-11 december     | UK Championship                  | York, England            | Judd Trump                    | Mark Allen                           | 10 - 8   |
| 2011 | 15-18 december    | Players Tour Championship 11     | Sheffield, England       | Tom Ford                      | Martin Gould                         | 4 - 3    |
| 2012 | 5-8 januari       | Players Tour Championship 12     | München, Tyskland        | Stephen Maguire               | Joe Perry                            | 4 - 2    |
| 2012 | 15-22 januari     | Masters                          | London, England          | Neil Robertson                | Shaun Murphy                         | 10 - 6   |
| 2012 | 27-29 januari     | Shoot-Out                        | Blackpool, England       | Barry Hawkins                 | Graeme Dott                          | 1 - 0    |
| 2012 | 1-5 februari      | German Masters                   | Berlin, Tyskland         | Ronnie O'Sullivan             | Stephen Maguire                      | 9 - 7    |
| 2012 | 13-19 februari    | Welsh Open                       | Newport, Wales           | Ding Junhui                   | Mark Selby                           | 9 - 6    |
| 2012 | 27 feb - 4 mars   | World Open                       | Haikou, Hainan, Kina     | Mark Allen                    | Stephen Lee                          | 10 - 1   |
| 2012 | 14-18 mars        | Players Tour Championship Finals | Galway, Irland           | Stephen Lee                   | Neil Robertson                       | 4 - 0    |
| 2012 | 21-22 mars        | Championship League Slutspel     | Stock, Essex, England    | Ding Junhui                   | Judd Trump                           | 3 - 1    |
| 2012 | 26 mars - 1 april | China Open                       | Peking, Kina             | Peter Ebdon                   | Stephen Maguire                      | 10 - 9   |
| 2012 | 21 april - 7 maj  | VM i snooker                     | Sheffield, England       | Ronnie O'Sullivan             | Ali Carter                           | 18 - 11  |

## Världsranking
Se separata artiklar:
- Snookerns världsranking 2011/2012
- Snookerns världsrankingpoäng 2011/2012